# Call of Duty: Black Ops II
Call of Duty: Black Ops II es un videojuego de disparos en primera persona desarrollado por Treyarch y distribuido por Activision. Se lanzó para Windows, PlayStation 3 y Xbox 360 el 12 de noviembre de 2012, y para Wii U el 18 de noviembre en América del Norte y el 30 de noviembre en las regiones PAL. Black Ops II es el noveno juego de la franquicia de videojuegos Call of Duty, una secuela del juego de 2010 Call of Duty: Black Ops y el primer juego de Call of Duty para Wii U. Un juego correspondiente para la PlayStation Vita, Call of Duty: Black Ops: Declassified, fue desarrollado por nStigate Games y también se lanzó el 13 de noviembre.
La campaña del juego sigue la historia de Black Ops y tiene lugar a finales de la década de 1980 y en 2025. 
En la década de 1980, el jugador cambia el control entre Alex Mason y Frank Woods, dos de los protagonistas de Black Ops, mientras que en 2025, el jugador asume el control del hijo de Mason, David (nombre en código "Sección"). Ambos períodos de tiempo involucran a los personajes que persiguen a Raúl Menéndez, un traficante de armas de Nicaragua y más tarde terrorista, que es responsable del secuestro de David en los años 80 y más tarde de provocar una Segunda Guerra Fría en 2025. La campaña presenta juego no lineal y tiene múltiples finales. Las ubicaciones en el juego incluyen Angola, Myanmar, Afganistán, Nicaragua, Pakistán, las Islas Caimán, Panamá, Yemen, Estados Unidos y Haití.
El desarrollo del juego comenzó poco después del lanzamiento de Black Ops, con Activision prometiendo que el seguimiento traería "innovación significada" a la franquicia Call of Duty. Black Ops II es el primer juego de la serie que presenta tecnología de guerra futurista y el primero en presentar historias ramificadas impulsadas por la elección del jugador, así como la selección de armas antes de comenzar las misiones del modo historia. También ofrece una opción pantalla 3D. El juego se reveló oficialmente el 1 de mayo de 2012, después de un conjunto de información filtrada publicada durante los meses anteriores.
Black Ops II recibió críticas en su mayoría positivas de los críticos, con elogios por su jugabilidad, historia, multijugador, modo zombis y villano, mientras que sus misiones de Strike Force recibieron críticas. El juego fue un éxito comercial; en las 24 horas posteriores a la venta, el juego recaudó más de 500 millones de dólares. Había seguido siendo el mayor lanzamiento de entretenimiento de todos los tiempos hasta septiembre de 2013, cuando Take-Two Interactive anunció que Grand Theft Auto V había recaudado 800 millones de dólares en su primer día de lanzamiento. Vendió 7,5 millones de copias en Estados Unidos en noviembre de 2012, lo que lo convirtió en el juego con mayor recaudación del mes. Una secuela, Call of Duty: Black Ops III, se lanzó en 2015. Call of Duty: Black Ops Cold War, ambientado entre Black Ops y Black Ops II, se lanzó el 13 de noviembre de 2020. Call of Duty: Black Ops 6, ambientado después de las misiones de flashback de Black Ops II, se lanzó el 25 de octubre de 2024. Call of Duty: Black Ops 7, ambientado después de los eventos de Black Ops II, está programado para su lanzamiento en 2025.

## Sinopsis

### Escenario
Black Ops II es el primer título de la serie que se establece en un ambiente completamente futurista; a diferencia de sus dos antecesores, Modern Warfare 3 y Black Ops, que se establecían en un futuro cercano y en la Guerra Fría, respectivamente. La nueva ambientación se ha descrito como una "Guerra Fría del siglo XXI".
El juego incluirá dos líneas argumentales, en el año 1980 y en 2025; en este último, China y los Estados Unidos están enfrascados en una guerra fría, debido a que China prohíbe la exportación de elementos de recursos naturales después de haber recibido un ciberataque que paraliza su Bolsa de Valores. La guerra en la que Black Ops II se sitúa está ahora definida por la robótica, la informática, vehículos no tripulados y otros adelantos tecnológicos.
El argumento del juego inicia en los años 80 durante la Guerra Fría, esto con el fin de centrarse en el origen de la historia del principal antagonista de Black Ops II, Raúl Menéndez; que, en 2025, es él quien provoca la guerra entre China y EE. UU. En la línea temporal de 1980, el protagonista es Alex Mason, quien también lo era en Black Ops. Frank Woods, otro de los personajes de Black Ops, vuelve a este argumento y es además el narrador de la línea temporal de 1980. En la sección de este año el protagonista será David Mason, hijo de Alex.

### Argumento
En 2025, dos hombres llamados David Mason y Mike Harper llegan a una residencia en Estados Unidos. Allí se topan con Frank Woods, antiguo sargento del MACV-SOG y coprotagonista del Call of Duty: Black Ops. al que se dio por muerto durante la guerra de Vietnam, y del que pretenden obtener información sobre Raúl Menéndez, el terrorista más buscado del mundo y dirigente de una organización anarquista llamada Cordis Die.
1. Victoria Pírrica ― Angola―: el 2 de julio de 1986, Alex Mason, quien se encontraba con su hijo David en Alaska, se entera mediante Jason Hudson que su viejo amigo Woods se encuentra prisionero en Angola de Raúl Menéndez. En dicho país cuenta con el apoyo del líder guerrillero Jonas Savimbi para localizar y salvar a su amigo, quien lo hallaron medio muerto en una barcaza. Entonces descubren que Raúl Menéndez se encuentra apoyando a los adversarios de Savimbi, el MPLA. Tras un encontronazo con Menéndez, Mason, Hudson y un malherido Woods escapan gracias a la ayuda de Savimbi.
2. Celerio ― Birmania―: ya en el presente de la historia narrativa del juego, Woods les dice que la nueva Guerra Fría está marcada por los denominados «minerales extraños», controlados por China, siendo el más importante el «celerio». Mason, Harper y su compañero Salazar parten a Birmania, a unas instalaciones donde se está desarrollando un artefacto de celerio cuya importancia es vital para Menéndez. Finalmente llegan a unos laboratorios subterráneos donde localizan a un científico que les muestra un objeto de celerio con mayor capacidad de procesamiento que toda la industria militar estadounidense y que Menéndez pretendía emplear para construir un arma. Mason, Harper y Salazar logran salir de las instalaciones y entregar el objeto a su superior, el almirante Briggs. 
3. Viejas heridas — Afganistán—: a través de Salazar, se descubre que Menéndez guarda un gran resentimiento hacia los Estados Unidos debido a que su familia sufrió a los contras y por la muerte de su padre. Menéndez hizo fortuna a través de un cartel en Nicaragua y traficando con armas durante la guerra de Afganistán. Mason y Woods viajaron en 1986 a Afganistán para contactar con los muyahidines para obtener información sobre el paradero de Menéndez, contando con la ayuda de Zhao, el enlace chino con los muyahidines. Ayudando a los afganos a resistir un ataque soviético, se reencuentran con Kravchenko, a quien toman prisionero. Durante el interrogatorio, descubren que Kravchenko ha estado negociando con Menéndez y, si el jugador consigue resistir a la presión de los trastornos disociativos de Mason, se revela que Menéndez posee un informador en la CIA. Tras la muerte de Kravchenko, los muyahidines los traicionan y los abandonan en el desierto, siendo rescatados, según Mason, por Reznov.
4. Tiempo y Destino ― Nicaragua―: a través de la información obtenida de Kravchenko, descubren que Menéndez se encuentra en Nicaragua, de modo que la CIA hizo un trato con Manuel Noriega, presidente de Panamá, para que este les entregara a Menéndez. Este es asaltado por soldados de Noriega, hasta que Noriega traiciona a los estadounidenses y libera a Menéndez, quien regresa a su hacienda para rescatar a su hermana Josefina. De vuelta se topa con Mason, Woods y Hudson, cuando, repentinamente, una granada explosiona, acabando, aparentemente, con Menéndez y con su hermana. Woods confiesa que fue él quien lanzó la granada, ofuscado por lo que Menéndez le hizo en Angola.
5. Angel Caído — Pakistán—: a través de un infiltrado llamado Farid, descubren que DeFalco, mano derecha de Menéndez, está en Pakistán supervisando un intercambio de armas. A su vez, Mason recuerda que Menéndez le dijo unas misteriosas palabras cuando era niño: «sufrirá conmigo», por lo que comienza a creer que él mató a su padre. Finalmente en Pakistán, Mason y Harper rastrean a Menéndez, quien parece haber estado al tanto de la operación de seguimiento. Tras descubrir que él y DeFalco planean organizar un encuentro en Peshawar, escapan a toda prisa hasta el punto de extracción, solo para descubrir que el SDC, dirigido por Zhao, el antiguo enlace chino en Afganistán, les estaba esperando. Aún así, Zhao les deja marchar, afirmando que Menéndez también es su enemigo.
6. Karma — Islas Caimán—: El DEVGRU se entera de que Menéndez planea actuar en una ciudad turística llamada Colossus, una ciudad flotante en las Islas Caimán, desde donde poder acceder al continente. Mason, Harper y Salazar, con apoyo logístico de Farid, se infiltran en la ciudad como inspectores sindicales. En los ordenadores subterráneos identifican que «Karma» no es ningún arma, sino una informática, que además se encuentra en Colossus, llamada Chloe Lynch. Harper trata de convencerla para que huya, pero ya es demasiado tarde, los mercenarios de Menéndez atacan y DeFalco se lleva a la chica. Mason, Harper y Salazar inician la persecución por todo el complejo hotelero. Dependiendo de las acciones del jugador, Karma puede ser rescatada de dos maneras: matando a DeFalco a larga distancia apenas es visible, o alcanzándole y asesinándole justo antes de que escape. Si el jugador no llega a tiempo, DeFalco sobrevivirá y participara en las siguientes misiones. Opcionalmente, el jugador puede rescatar a Karma en la misión de Fuerzas de Asalto.

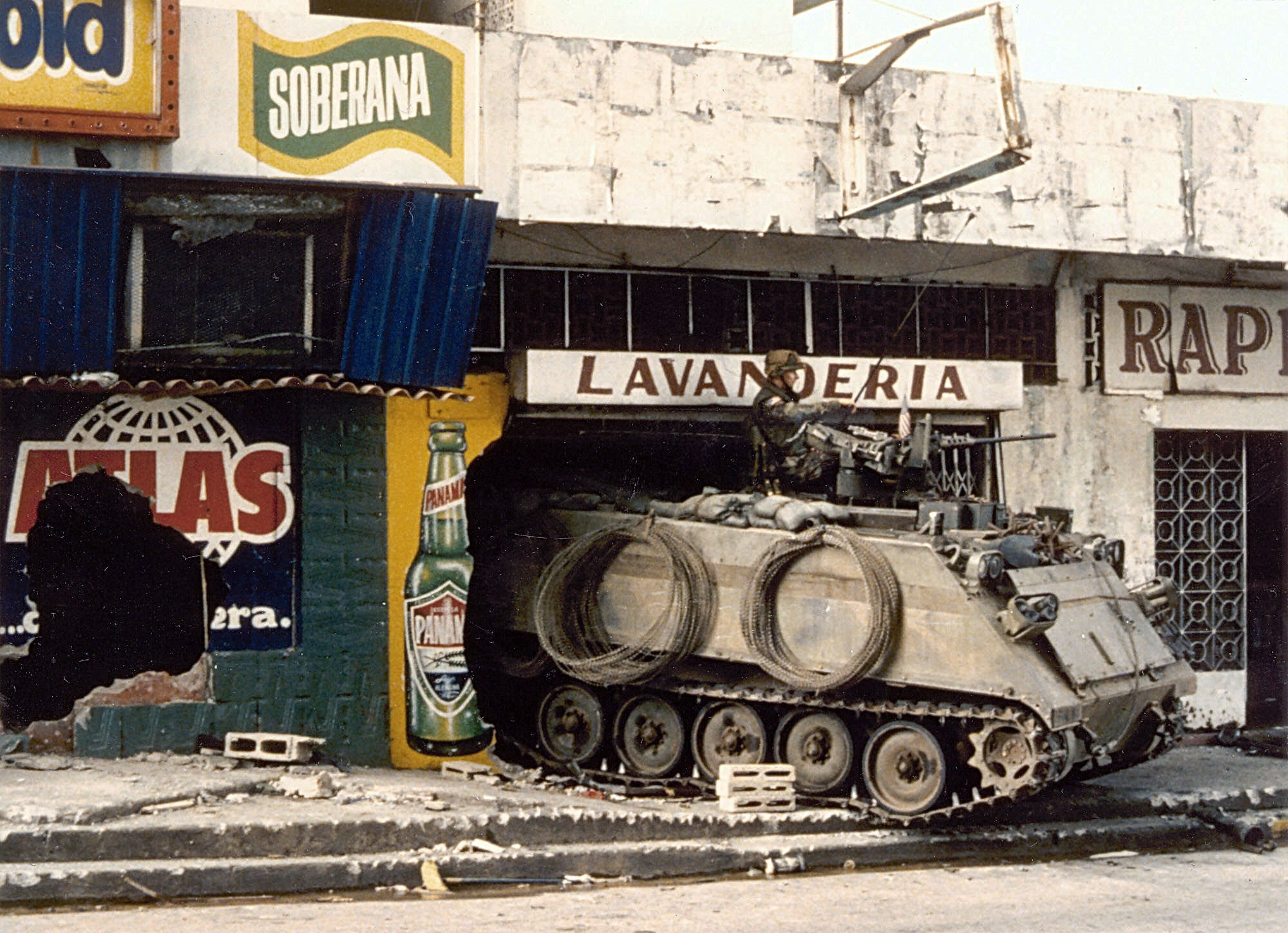
Un M113 estadounidense en Panamá

7. Sufrirá Conmigo — Panamá—: Mason se reencuentra con Woods para que este le cuente la manera en la que murió su padre. Woods se retrotrae a Panamá, cuando el presidente George H. W. Bush ordenó el secuestro de Noriega durante la invasión de Panamá. Mason y Woods se abren paso hasta su localización, tomándolo prisionero; sin embargo, Hudson afirma que Noriega no es el verdadero objetivo. Guiados por Hudson llegan al punto de encuentro, donde Hudson revela que el auténtico objetivo es Raúl Menéndez. Woods llega a una azotea junto a Noriega, donde un sujeto encapuchado desciende de un camión y Hudson ordena que le dispare. Desconfiando de lo que está ocurriendo, Woods corre hasta el cadáver y le quita la capucha, descubriendo que es Mason. En ese momento, aparece Menéndez e incapacita a Woods. Más adelante, se revela que Menéndez está en una habitación junto a Hudson y el pequeño David Mason y que ha estado manipulando a Hudson todo este tiempo. Menéndez le dice a Hudson que debe escoger quién debe morir, a lo que Hudson se sacrifica para que Woods y el pequeño David vivan.
8. El velo de Aquiles — Yemen—: a través de Farid descubren que Menéndez se encuentra en Yemen, desde donde prepara su gran golpe contra los Estados Unidos; el almirante Briggs envía al JSOC a capturar a Menéndez, ante las protestas de Mason, pues sabe que es lo que este planea. Mientras tanto, en Yemen, Farid se encuentra en medio del fuego cruzado entre el ejército yemení y las fuerzas de Menéndez. Avanzando por la ciudad, Menéndez derriba una VTOL donde estaba Harper. Capturado, Menéndez le ordena a Farid que acabe con él; dependiendo de la decisión del jugador, Harper o Farid morirán. Entonces aparece Salazar, quien junto a Mason parte en busca de Menéndez, al que finalmente capturan. 
9. Ulises —portaaviones USS Barack Obama―: Menéndez es trasladado al portaaviones USS Barack Obama e interrogado por Mason. En mitad del interrogatorio, los mercenarios de Menéndez asaltan el portaaviones, inutilizando los sistemas defensivos y de comunicaciones; mientras tanto, Menéndez noquea a Mason y Salazar y escapa. Briggs intenta reiniciar los sistemas desde la sala de mandos, pero esto es justo lo que Menéndez planea, asaltando la sala de mandos y tomando como rehén a Briggs; este ordena a Salazar que acabe con Menéndez, pero en su lugar dispara a los soldados de la sala y a Chloe ―en caso de que fuese rescatada, si Farid sigue vivo es él quien recibe el disparo—. Menéndez entonces hiere o mata a Briggs e introduce el virus de celerio en los sistemas del Obama. Mason llega a la cubierta superior donde se topa con Salazar, quien se ha rendido ―si Harper sigue con vida acabará con él― y después escapa del Obama.
10. Cordis Die — Estados Unidos— : Menéndez ahora controla la flota de drones de los Estados Unidos y se prepara para atacar a la cumbre del G-20 que se disponer a reunir en Los Ángeles. La ciudad se halla en el caos debido al ataque de los drones y de los mercenarios de Menéndez. Mason —y Harper si ha sobrevivido— se reúne con la presidenta de los Estados Unidos, hasta que su convoy es bloqueado por los mercenarios de Menéndez. Tras asegurar a la presidenta, Mason consigue rechazar el ataque de los mercenarios y proteger a los líderes del G-20.
11. Día del Juicio Final: —{bandera|Haití}} Haití—:  Según cuenta el consejero de la presidenta, Menéndez pretendía ser capturado, y desde el portaaviones, utilizar un dispositivo de celerio para controlar los drones estadounidenses e infectar toda la red militar. Ahora los drones se dirigen hacia ciudades de Estados Unidos y China. Mientras, un ataque del JSOC se produce sobre Haití, lugar donde Menéndez tiene su base desde donde dirige los drones. Mason logra infiltrarse en la base y llegar al ordenador central, pero no logran desactivarlos, cuando se dan cuenta de que los drones son autodestruidos por el propio Menéndez. De repente, toda la base comienza a explotar, pues Menéndez planea cubrir su huida. Tras avanzar por la base en llamas, Mason se enfrenta a Menéndez y lo inmoviliza. Entonces el jugador podrá decidir si matar a Raúl y convertirlo en un mártir, o capturarlo y enviarlo a prisión. Luego Menendez le dice que se verán dentro de un año. Personaje Jugable: David Mason.

### Finales
El Epílogo cambia drásticamente dependiendo de las acciones del jugador durante el transcurso de la Campaña. Es una combinación de las siguientes secuencias:
- Secuencia 1: "RIPD, Alex Mason": Si el jugador obedece a Hudson y le dispara en la cabeza, torso o cintura, Mason morirá el 19 de diciembre de 1989 en "Sufrirá conmigo". Esto provocará que en 2025 Woods y David visiten su tumba, solo si el jugador mata a Menendez o en vez de eso lo captura si Karma sigue con vida. Luego David le dirá a Woods que se retira de su profesión, porque "así lo hubiera querido su padre".
- Secuencia 2: "El reencuentro": Si el jugador solo le dispara a Mason en las piernas, Woods se encontrara con el y confundido le pregunta dónde han estado estos últimos 30 años.
- Secuencia 3: "Desencriptando el Gusano de Celerio": Si el jugador rescata a Karma y la mantiene con vida, y además captura a Menéndez al final, Karma detectara que el dispositivo de celerio que Menéndez introdujo está pirateando los sistemas eléctricos e industriales de toda la costa este de Estados Unidos, pero cree que podrá resolverlo evitando que se escape de prisión en 2026. Tiempo después, Karma cobra fama como "salvadora del mundo" y es entrevistada en el programa de Jimmy Kimmel, donde se burla de Menéndez. Este al verla en prisión y totalmente desquiciado, destrozará la televisión a cabezazos.
- Secuencia 4: "Reunión Familiar": Esto solo ocurre si el jugador mata a Menendez o en vez de eso lo captura si Karma sigue con vida. Esto pasa luego de que Woods se reúna con Mason. David va a visitar a Woods y ahí el le presenta a su padre después de 30 años de no verlo. David se muestra muy sorprendido y se alegra al punto de casi llorar. Woods sale de la habitación diciendo que "arreglen solos sus cosas de niñitas", acto seguido va por la enfermera buscando sus cigarros.
- Secuencia 5: "La venganza": Si Menendez es capturado por David, y Karma muere o nunca es rescatada, el 19 de junio de 2026, el gusano de Celerio se activa y Menendez escapa de prisión. Una vez fuera, se reencuentra con Woods, y este resignado, es asesinado por Raúl con el collar de su hermana. Luego Menendez va a la tumba de su hermana y aparentemente se quema vivo sobre ella.
- Secuencia 6: "La caída de los Estados Unidos": Si David mata a Menendez y Karma está muerta o nunca es rescatada, los seguidores de Cordis Die se rebelan y organizan una revuelta a nivel mundial. Al final, queman la Casa Blanca.

- Secuencia Extra: "Carry On de Avenged Sevenfold": Si el jugador espera hasta el final de los créditos, una secuencia bonus de un concierto se mostrará con todos los personajes importantes del juego y los miembros de Avenged Sevenfold cantando "Carry On" incluyendo a: Woods y Menendez tocando, y en el público a Hudson, Noriega, Chloe, Reznov y Mason, Bunker, un zombi, Briggs, la presidenta Bossworth, Zhao, DeFalco, Farid, Harper y Crosby.

## Sistema de juego

### Modo multijugador
Call of Duty: Black Ops II ofrece un sistema multijugador basado en el progreso de nivel, recompensas y personalización, manteniendo las bases de anteriores entregas, este incluye nuevos prestigios, un modo Liga único y nuevos modos de juegos que hacen del modo multijugador un modo completamente frenético según mucho de sus jugadores.
Uno de los mapas más amado por los jugadores es Nuketown 2025 por su espacio reducido que intensifica los encuentros entre jugadores.
El modo multijugador también cuenta con mapas incluidos ya en el juego: Aftermath, Carrier, Drone, Express, Hijacked, Meltdown, Overflow, Plaza, Raid, Slums, Standoff, Turbine y Yemen, también luego de una actualización se incluyó Nuketown 2025 (anteriormente un DLC de pago) de manera gratis para todos los jugadores.
El modo multijugador de Call of Duty: Black Ops II ha sido uno de los más adictivos y queridos por la comunidad de jugadores, tanto así que la mayoría recuerda este juego y su multijugador como uno de los mejores de la saga, en múltiples ocasiones la comunidad de jugadores ha solicitado de manera creativa retomar las bases e ideas del multijugador de Call of Duty: Black Ops II para las futuras entregas, debido a lo que significó para la saga de Call of Duty.
En 2013, Retrominano, el mejor jugador de Black Ops II con las mejores puntuaciones en Estados Unidos, tuvo que retirarse por recibir ataques de denegación de servicio, a lo que modificó su dirección IP, sin obtener resultados.
En 2015 recibió un hackeo en PlayStation 3. Volvió a ser hackeado en 2017.

### Modo "Zombies"
En Black Ops II, Treyarch vuelve con su popular modo "Zombies", en cuya interacción se destacaran los elementos dinámicos como el bus de "TranZit". 
A esto se suma la inclusión de un nuevo un modo llamado "Pena", que albergará hasta ocho jugadores (que consisten de dos equipos de cuatro) en donde los dos equipos tienen que sobrevivir por separado y sacarle ventaja a sus adversarios.
Mientras tanto, vuelve el modo clásico, esta vez llamado "Survival" cuyo objetivo es básicamente el mismo visto en anteriores entregas producidas por Treyarch, el cual es sobrevivir a incesantes hordas de zombis el mayor tiempo posible.
Contara con un motor gráfico mejorado que será capaz de tener el doble de zombis en una partida.
Los personajes del Black Ops serán jugables mediante Easter Eggs, según ha revelado la compañía de Treyarch. 
A falta de conocer al mínimo detalle todas las novedades que traerá consigo este renovado modo zombis, el equipo de desarrollo promete nuevos personajes jugables que son Samuel, Misty, Marlton y Russman, una mayor variedad de zombis, un armamento notablemente ampliado con armas de diseño futurista, y parece que también herramientas de combate cuerpo a cuerpo.
La gran novedad será el modo campaña (TranZit), que se trata de una historia cooperativa ambientada en un mundo en el cual los jugadores tendrán que viajar a diferentes zonas montados en un autobús fortificado. Al mismo tiempo, en las modalidades zombis podrán participar hasta ocho jugadores de forma simultánea, en el modo pena. 
Además se podrá jugar de hasta cuatro jugadores en modo pantalla dividida, se podrán crear nuevas armas a partir de objetos que encontremos en la partida como por ejemplo el escudo antidisturbios que se ve en el tráiler y (también con objetos encontrados en la partida) se agregaran partes en las paradas para acceder a lugares escondidos en el juego, como también se podrán modificar cosas como el autobús.
También vuelve el reconocido "Pack a Punch" para mejorar las armas obtenidas durante la partida, aunque se mantendrá en un lugar escondido en el juego.
Al igual que la campaña y el multijugador, el modo zombis es ahora más personalizable, y se podrá elegir la ronda inicial, la dificultad y si se desea la aparición de ventajas y demás.
Al jugar con dificultad de entre 1 a 4. Jugadores se adapta según tu modo de juego mientras más jugadores en la partida tiene más frecuencia de aparición la cantidad  de zombies 

## Descargas de Contenido
La base del Modo Zombis de Treyarch, han sido siempre en los DDC o DLC (Descarga de Contenido). Cada uno fue lanzado con un mes de anticipación para los usuarios de Xbox Live, y luego para las consolas restantes. Los DLC o DDC son:

### Nuketown Zombies
Se encuentra ubicado en Nevada. Disponible ahora también para los usuarios que no compraron la edición Hardened y el Care Package (tiene un costo de 400 MP) y por supuesto para los que pudieron obtener el pase de temporada (4000 MP en el Bazar de Xbox Live). Es un mapa de "Survival" únicamente. Basado en el mítico mapa multijugador de Black Ops, "Nuketown Zombies" toma lugar minutos antes de la explosión nuclear en dicho mapa y al mismo tiempo que el mapa final de Black Ops 1 "Moon", donde Richtofen cambia de cuerpo con Samantha Maxis y toma el control de los Zombis, pero antes de que el Dr. Maxis convenciera a los supervivientes originales de lanzar unos misiles en la luna para que impacten en la Tierra con el propósito de dañarla, pero no destruirla. El mapa cuenta con dos armas exclusivas: la M-27 Y la LSAT, además al estilo de los mapas en el Black Ops original es Samantha quien anuncia el juego en vez de Richtofen. Sin embargo, esto cambia al llegar a la ronda 25 (Donde los ojos de los zombis cambian de color amarillo a color azul) en dificultad Original, donde Richtofen completa su plan y toma control sobre los zombis. También re-implementa las "Rebajas" ausentes en Green Run, pero remueve la ventaja "Resistencia". Las ventajas y el "Pack-a-Punch" en este mapa caen del cielo desde la explosión aleatoriamente o a veces al matar 99 zombis y reiniciar el contador. El mapa revive el estilo de los mapas simples y pequeños de los "Nazi Zombis" originales en Call of Duty: World at War, siendo un gran contraste al compararse con Green Run. Una curiosidad es que los maniquíes de la zona siguen de pie después de estallar la bomba nuclear.

### Revolution: El Gran Avance.
Salió a la venta el 29 de enero de 2013. Ubicado en Shanghái, incluye el modo "Die Rise" que sería una variante del modo "TranZit", funcionando igual solo que sin un medio de transporte como el bus, y que trae devuelta consigo a los 4 supervivientes de Green Run. 
Luego de que "Misty", Marlton, Russman y Samuel lograran potenciar el Pilón en Hanford, California (Green Run), son teletransportados al lejano Oriente para continuar con el plan de Maxis o de Ritchtofen, según su elección en el pasado mapa. 

Al igual que "TranZit", "Die Rise" cuenta con las "Mejoras Persistentes" y añade un verdadero elemento de Verticalidad a los Zombis, haciendo que el mapa tome lugar en muchos pisos de dos edificios diferentes. Asimismo, también incorpora muchas zonas donde el jugador puede morir por caída, así como nuevos construibles como la nueva arma Maravillosa: La "Esliquidificadora" (Sliquifier, en inglés), y un nuevo tipo de enemigo: El sirviente, una variación del zombi Fase de "Moon", que si son todos eliminados con una precisión del 100% o con ataques cuerpo a cuerpo en la ronda donde aparezcan, le conceden una ventaja al azar. "Die Rise" trae consigo devuelta la ventaja "Mule Kick" (que permite tener 3 armas al mismo tiempo) y una nueva ventaja llamada "Who's Who". También incorpora una nueva mecánica para obtener Ventajas (similar a Nuketown Zombis)y de desplazarse por los pisos: los elevadores, y al igual que "Nuketown Zombies" trae tres armas del multijugador al mapa, solo que esta vez como armas de pared, la AN-94, la PDW-57 y la SVU-AS.

### Uprising: Isla de Alcatraz
Bajo el nombre del modo de juego "Mob of the dead", el mapa toma lugar en la isla de Alcatraz , alrededor de los años 1930, y funciona como una precuela al mapa de Black Ops 1: "Call of the Dead". Es protagonizada por 4 nuevos personajes que se encuentran atrapados en la isla, con el propósito de construir un aeroplano para poder escapar. El mapa en sí trae muchas novedades al modo zombi, como un nuevo HUD exclusivo, trae de regreso armas de Black Ops 1 como la nueva versión de la Thompson, así como la Uzi y la AK-47, y además incluye un arma nueva: la "Blundergat" y una ventaja nueva: La Cereza Eléctrica (que electrocuta a los zombis que estén cerca del jugador cuando éste recarga). Además al estilo de "Call of the Dead" cuenta con un jefe zombi llamado "Brutus" que desactivará las ventajas y la caja misteriosa y una nueva mecánica de juego llamada Afterlife (Modo Purgatorio), ve el regreso de las trampas ahora con posibilidades de ser mejoradas y una nueva arma táctica, el Hell's Retriever (Un Tomahawk), que se obtiene al alimentar a los tres perros infernales.

### Vengeance: Resolución 1295
Bajo el nombre de "Buried", el mapa toma lugar en Angola, África, en un pueblo del oeste de Estados Unidos sumergido totalmente bajo tierra, poco después de "Die Rise", los personajes de "Tranzit" vuelven, y al igual que "Mob of the Dead" incorpora un nuevo HUD, también un nuevo personaje que nos ayudará a abrir secciones del mapa y matar zombis si lo alimentamos, la nueva arma maravillosa "La Paralizadora" y un nuevo equipamiento, la bomba de tiempo, así como un arma nueva y la posibilidad de escoger cual arma vamos a comprar de la pared al dibujarla sobre cierto punto. También cuenta con un nuevo jefe y un nuevo "Easter Egg" con el que los supervivientes terminan de activar las torres y finalizar los planes de Richtofen o de Maxis.

### Apocalypse:Origins
Bajo el nombre de "Origins", el mapa toma lugar en el norte de Francia, está ambientado en la Batalla de Verdún en el año 1917 durante la Primera Guerra Mundial , en una experiencia al estilo Dieselpunk. El mapa muestra los orígenes del Grupo 935 y cuando los personajes originales se conocieron (Richtofen, Nikolai, Takeo y Dempsey), incorpora una nueva arma inicial, un nuevo HUD, 4 armas especiales, una nueva bonificación "Sangre Zombi", una máquina de ventajas aleatorias y nuevos construibles.

## Recepción
Call of Duty: Black Ops II recibió críticas generalmente positivas. El editor de IGN Anthony Gallegos lo describió como a good example of how to evolve an annualized franchise. Dan Ryckert, de Game Informer fue también muy crítico con la inteligencia artificial del modo de Strike Force, y estuvo impresionado con el sistema introducido en el modo multijugador.
Steven O'Donnell y Stephanie Bendixsen, del talk show sobre videojuegos Good Game, le dieron una puntuación de 8.5 sobre 10, y fueron críticos sobre la narrativa confusa de la campaña y las misiones de Strike Force.
Frederick Charles Fripp de IT News Africa le dio una puntuación de 9.2 sobre 10, y escribió que BO2 is a non-stop action-packed shooter that will keep gamers on their toes and on the edge of their seats. It has everything a player could want in a game: great graphics, a good story, easy controls and superb acting.

## Controversia
Dos años después de su estreno, el dictador de Panamá Manuel Antonio Noriega demandó a Activision por arruinar su mala reputación, citando sobre la Invasion de Panamá el día 20 de diciembre de 1989 cuando querían establecer el gobierno electo de Guillermo Endara, el presidente de Estados Unidos George H. W. Bush ordenó a las tropas arrestarle por traicionar a la CIA por formar parte del narcotráfico y el tráfico de armas.

## Legado

### Precuelas
La trama de Call of Duty: Black Ops: Declassified, que es una precuela de Call of Duty: Black Ops II, tiene lugar entre esta entrega y Call of Duty: Black Ops.

### Secuelas
La secuela titulada Call of Duty: Black Ops III fue estrenada en 2015.